# Marc Ferro
Pour les articles homonymes, voir Ferro.
Marc Ferro, né le 24 décembre 1924 à Paris 8e et mort le 21 avril 2021 à Maisons-Laffitte, est un enseignant-chercheur et historien français. Directeur d'études de l'École des hautes études en sciences sociales, il est spécialiste de la Russie, de l'URSS et de l'histoire du cinéma.

## Biographie

### Jeunesse marquée par la Seconde Guerre mondiale
Marc Roger Ferro naît au 47, rue du Rocher à Paris, dans le 8e arrondissement. Son père, Jacques Ferro, né le 23 juillet 1887 à Corfou (Grèce), est un agent de change italo-grec. Sa mère, Netty Firman (ou Oudia Fridmann), née le 4 avril 1897 à Novohrad-Volynskyï (alors dans l’Empire russe, aujourd'hui en Ukraine), est première modéliste dans la maison de couture Worth. Marc Ferro a cinq ans lorsque son père meurt. Sa mère se remarie.
En 1941, Marc Ferro habite Paris avec sa mère et son beau-père. Il est élève au lycée Carnot. Il est menacé par la politique antisémite du régime de Vichy en raison de son origine juive par sa mère. Son professeur de philosophie au lycée Carnot, Maurice Merleau-Ponty, recommande aux lycéens d'origine juive de se cacher en zone libre. Un ami de sa mère, André Bordessoule, pourtant rédacteur en chef d'un journal antisémite, lui propose de traverser la ligne de démarcation dans le coffre de sa voiture pour rejoindre Saint-Yrieix, la ville dont il est maire,. Parvenu en zone non occupée, Marc Ferro se rend à Grenoble où il poursuit ses études. Sa mère est détenue à la caserne des Tourelles à Paris, puis déportée, par le convoi no 55, en date du 23 juin 1943, de Drancy vers Auschwitz, où elle meurt le 28 juin 1943. Toute sa vie, il refusera de connaître les circonstances de la mort de sa mère.
C'est à la faculté des lettres et sciences humaines de l'Université de Grenoble que Marc Ferro prépare sa licence d'histoire-géographie. Âgé de 19 ans en 1944, il est sous la menace d'une réquisition par le Service du travail obligatoire (STO). Une amie communiste, Annie Kriegel, anime un réseau de résistants à Grenoble. Elle le recrute en raison de sa connaissance de la langue allemande. Il est chargé d'identifier des cibles potentielles pour le réseau parmi les soldats qui stationnent aux portes de la ville. Mais une partie du réseau est arrêtée et Marc Ferro, à partir de début juillet 1944, part rejoindre la Résistance dans le maquis du Vercors. Sa capacité à lire les cartes d'état-major décide de son affectation. Il reçoit pour mission de pointer avec précision sur les cartes les mouvements des forces en présence. Il est aussi chargé de transmettre les ordres du lieutenant-colonel François Huet, alias Hervieux, commandant la défense du Vercors. Quelques jours à peine après l'arrivée de Marc Ferro, l'armée allemande prend d'assaut le massif du Vercors pour réduire entièrement le bastion de la résistance. Marc Ferro effectue de périlleux ravitaillements. Le réseau reçoit l'ordre de se disperser. Marc Ferro retourne alors à Grenoble. Il participe à la libération de Lyon, alors déserté par les Allemands, le 3 septembre 1944, puis reprend ses études et devient ensuite professeur d'histoire.
Après la guerre, il épouse le 7 février 1948 Yvonne France Blondel (1920-2021) à Déville-lès-Rouen (Seine-Maritime).

### Carrière universitaire
Il enseigne à Oran au lycée Lamoricière entre 1948 et 1956. Il y déclencha l'hilarité générale lorsqu'il annonça à ses élèves qu'ils allaient étudier ensemble la culture arabe. « Mais, m'sieur, les Arabes, ils ne sont pas civilisés… ». Il découvre l'Algérie française de l'époque et prend conscience du fait colonial. Après les événements violents de la Toussaint en 1954, il participe à la fondation de Fraternité algérienne, un mouvement progressiste dit de la troisième voie, hostile à la fois au système colonial en cours et à la guerre radicale menée par le FLN.
Bien que très attaché à cette terre, il la quitte, car il est nommé professeur à Paris, aux lycées Montaigne, puis Rodin. Après avoir enseigné à l'École polytechnique, il est directeur d'études à l'École des hautes études en sciences sociales (EHESS) — groupe de recherches Cinéma et Histoire —, président de l'Association pour la recherche à l'EHESS et codirecteur des Annales, où il est nommé par Fernand Braudel en 1970. Il est un utilisateur régulier de la bibliothèque de la Fondation Maison des Sciences de l'homme créée par ce dernier. Ancien directeur de l'Institut du monde soviétique et de l'Europe centrale, il est également membre élu de l'Academia Europaea.

### Étude de la Révolution russe
Concomitamment à son professorat, il travaille à sa thèse. L'historien contemporanéiste Pierre Renouvin lui propose de la consacrer à la Révolution russe de 1917.
Ainsi il se spécialise au début des années 1960 dans l'histoire soviétique, domaine dans lequel il a tenté de porter un discours non idéologique et de montrer par les archives audiovisuelles et écrites que la révolution prolétarienne est faite non par la classe ouvrière, mais par des femmes, des soldats et des paysans. Ses études dans le domaine de l'histoire sociale tranchent avec les analyses alors dominantes de l'« école » du totalitarisme.
Selon lui, l'insurrection d'Octobre ne se réduit pas au coup d'État bolchevique, car elle est indissociable du mouvement révolutionnaire et populaire en cours. Il analyse également le processus de bureaucratisation-absolutisation du pouvoir à partir du sommet, mais aussi de la base. Il n'en consteste pas moins dans deux ouvrages et un article le massacre de la famille impériale russe à Ekaterinbourg en juillet 1918. D'après ses analyses et l'examen d'archives inédites, seul le tsar russe Nicolas II a été fusillé, quand sa famille d'ascendance germanique a été épargnée et transférée à Perm pour un échange avec l'Allemagne.

### Engagement politique
Il s'affirme de gauche non communiste. En mars 2007, lors de la campagne présidentielle française, il signe avec 150 intellectuels un appel à voter pour la candidate socialiste Ségolène Royal, « contre une droite d'arrogance », pour « une gauche d'espérance » après avoir soutenu en 2002, la candidature de Jean-Pierre Chevènement.

### Autres engagements

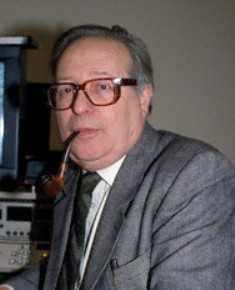
Marc Ferro dans les années 1970.

En février 1979, il fait partie des 34 signataires de la déclaration rédigée par Léon Poliakov et Pierre Vidal-Naquet pour démonter la rhétorique négationniste de Robert Faurisson. Il est plus tard l'un des auteurs de la pétition Liberté pour l'histoire.

### Mort
Marc Ferro meurt dans la nuit du 21 avril 2021 à Maisons-Laffitte, « emporté par une complication du Covid-19 »,,,.

## Apport à la connaissance historique
Marc Ferro a lancé la réflexion sur le cinéma et l'histoire. Il utilise le cinéma comme instrument de connaissance de l'histoire des sociétés, considérant que le cinéma livre un témoignage au même titre que des sources traditionnelles. Il a présenté à la télévision, d'abord sur la Sept à partir de 1989, puis sur Arte à partir de 1992, une émission historique de visionnage d'archives avec un décalage de 50 ans, nommée Histoire parallèle : son démarrage correspond à la veille de la Seconde Guerre mondiale, avec l'analyse d'actualités cinématographiques des différents camps, puis d'archives moins anciennes pour pouvoir comparer les époques. En 1993, il est co-scénariste du film Pétain de Jean Marbœuf.

## Publications
Classement secondaire par date de première publication.

### Communisme, Union des républiques socialistes soviétiques et Russie
- La Révolution de 1917, Paris, Aubier, coll. « Collection historique », Paris, 1967, 2 vol. (vol. 1 : La chute du tsarisme et les origines d'Octobre, 607 p. ; vol. 2 : Octobre : naissance d'une société, 517 p.)[33] ; rééd. Albin Michel, Paris, 1997, 1092 p.
- Les Grands Révolutionnaires, t. 4 : Les Révolutionnaires communistes à la conquête du pouvoir : l'espoir d'un siècle (Marc Ferro, Jean Rous et Jean-Marcel Bichat), Martinsart, Romorantin, 1978, 445 p. – 40 p. de pl.
- Des Soviets au communisme bureaucratique : les mécanismes d'une subversion (avec la collaboration d'Hélène de Chavagnac), Paris, Gallimard et Julliard, coll. « Archives », 1980[34], 269 p.  (ISBN 2-07-028768-8).
- L'Occident devant la révolution soviétique : l'histoire et ses mythes, Bruxelles, Complexe, coll. « La Mémoire du siècle », 1980, 160 p.  (ISBN 2-87027-050-X).
- 50 idées qui ébranlèrent le monde : dictionnaire de la glasnost (Iouri Afanassiev et Marc Ferro, dir., Galina Kolosova, réd., traduit du russe par Tamara Kondrateva, Marie-Hélène Mandrillon, Macha Tournié), Paris, Payot, coll. « Documents Payot », 1989, 521 p.  (ISBN 2-228-88224-0).
- Culture et Révolution (Sheila Fitzpatrick et Marc Ferro, dir.), Paris, Éditions de l'EHESS, 1989[35], 183 p.
- De la Russie à l'URSS – Histoire de la Russie de 1850 à nos jours (René Girault et Marc Ferro), Paris, Nathan, 1989, 256 p.
- Les Origines de la Perestroïka, Paris, Ramsay, coll. « Essais », 1990, 147 p.  (ISBN 2-85956-871-9).
- Nicolas II, Paris, Payot, 1990[36], 370 p. (2e édition en 2011 avec une nouvelle préface consacrée à l'affaire Romanov).
- L'État de toutes les Russies, Paris, La Découverte, 1993.
- L'Internationale : d'Eugène Pottier et Pierre Degeyter, Paris, Noêsis, coll. « L'Œuvre », 1996, 108 p.  (ISBN 2-911606-02-7).
- Naissance et effondrement du régime communiste en Russie, Paris, Librairie générale française, coll. « Le Livre de Poche. Références », 1997[37], 152 p.  (ISBN 2-253-90538-0) (réunit des cours donnés au Collège universitaire français de Moscou).
- Nazisme et Communisme. Deux régimes dans le siècle (Marc Ferro, éd.), Paris, Hachette, Pluriel, 1999, 278 p.
- Russie, peuples et civilisations (Marie-Hélène Mandrillon et Marc Ferro, dir.), Paris, La Découverte, coll. « La Découverte-poche. L'État du monde », 2005, 203 p.  (ISBN 2-7071-4547-5).
- 1917. Les hommes de la révolution : Témoignages et documents, Paris, Presses de la Cité, 2011, 1119 p. (ISBN 978-2-258-08560-2, présentation en ligne).
- La Vérité sur la tragédie des Romanov, Paris, Tallandier, 2012.
- Les Russes, l'esprit d'un peuple, Paris, Tallandier, 2017[38].

### Monde arabe et colonisation
- Suez, Bruxelles, Complexe, coll. « La Mémoire du siècle », 1982, 159 p.  (ISBN 2-87027-101-8).
- Histoire des colonisations : des conquêtes aux indépendances (XIIIe – XXe siècles), Paris, Le Seuil, coll. « L'Univers historique », 1994[39], 525 p.  (ISBN 2-02-018381-1).
- Le Choc de l'Islam (XVIIIe – XXIe siècles), Paris, Odile Jacob, coll. « Histoire », 2002[40], 270 p.  (ISBN 2-7381-1146-7).
- Le Livre noir du colonialisme : XVIe – XXIe siècles, de l'extermination à la repentance, Paris, Éditions Robert Laffont, 2003[41], 843 p.  (ISBN 2-221-09254-6).
- La Colonisation expliquée à tous, Paris, Le Seuil, 2016, 144 p.  (ISBN 978-2-02-117514-1).

### Première Guerre mondiale
- La Grande Guerre : 1914-1918, Paris, Gallimard, coll. « Idées », 1968, 384 p.
- Frères de tranchées (avec Malcolm Brown, Rémy Cazals et Olaf Mueller), Paris, Perrin, 2005, 268 p. – 8 p. de pl.  (ISBN 2-262-02159-7).

### Seconde Guerre mondiale
- Pétain, Paris, Fayard, 1987[42], 789 p.  (ISBN 2-213-01833-2) ; réédition : 1993, 1994. Adapté au cinéma, par Jean Marbœuf, 1995.
- Questions sur la IIe Guerre mondiale, Paris, Casterman, coll. « XXe siècle », 1993, 191 p.  (ISBN 2-203-61004-2) ; rééd. André Versaille, 2010  (ISBN 978-2-87495-099-5).
- Ils étaient sept hommes en guerre : Histoire parallèle, Paris, Robert Laffont, 2007, 365 p.[43]
- Pétain en vérité (avec la participation de Serge de Sampigny), Paris, Tallandier, 2013, 303 p.  (ISBN 979-10-210-0130-5).
- Fritz Thyssen, un nazi récalcitrant, p.9 à 16, Présentation de Fritz Thyssen, J'ai payé Hitler, Nouveau monde, 2019.

### Histoire et cinéma
- Analyse de film, analyse de sociétés : une source nouvelle pour l'Histoire, Paris, Hachette, coll. « Pédagogies pour notre temps », 1974, 135 p.  (ISBN 2-01-002589-X).
- Cinéma et Histoire, Paris, Denoël et Gonthier, coll. « Bibliothèque Médiations », 1977, 168 p. - 12 p. de pl.
- Film et histoire, Paris, Éditions de l'EHESS, coll. « L'Histoire et ses représentations », 1984[44], 161 p. - 8 p. de pl.  (ISBN 2-7132-0854-8).
- Le Cinéma, une vision de l'histoire, Paris, Le Chêne, 2003, 163 p.  (ISBN 2842773926).

### Sur l'écriture et le rôle de l'histoire
- Comment on raconte l'histoire aux enfants : à travers le monde entier, Paris, Payot, coll. « Aux origines de notre temps », 1981[45], 316 p.  (ISBN 2-228-56020-0).
- L'Histoire sous surveillance : science et conscience de l'histoire, Paris, Calmann-Lévy, coll. « Intelligence de l'histoire », 1985, 216 p.  (ISBN 2-7021-1393-1).
- Que transmettre à nos enfants (avec Philippe Jammet et Danièle Guilbert), Paris, Le Seuil, 2000, 224 p.  (ISBN 2-02-032957-3).
- Les Tabous de l'histoire, Paris, Nil, 2002, 151 p.  (ISBN 2-84111-147-4).
- L'Aveuglement : Une autre histoire de notre monde, Paris, Tallandier, 2015[46], 304 p.  (ISBN 979-1-0210-0540-2)
- Benjamin Stora (entretien avec) (préf. Laurent Thévenot), Le film d'une vie, vol. 28, Paris, Les Éditions de l'EHESS, coll. « Audiographie », mai 2023, 148 p., 11 × 16 cm (ISBN 978-2-7132-2962-6, présentation en ligne, lire en ligne ).

### Autres thèmes
- L'Histoire (1871-1971), Paris, Centre d'études et de promotion de la lecture, coll. « Dictionnaires du savoir moderne. Les Idées, les œuvres, les hommes », 1971, 2 vol. (vol. 1 : Les idées et les problèmes, 512 p. ; vol. 2 : Les faits, 577 p.)
- Comprendre les idées du XXe siècle, Verviers (Belgique), Marabout, coll. « Marabout Université », 1977, 254 p. (cet ouvrage reprend les articles essentiels de L'histoire de 1871 à 1971 : les idées et les problèmes).
- Une histoire du Rhin (Pierre Ayçoberry et Marc Ferro, dir.), Paris, Éditions Ramsay, coll. « Des Fleuves et des hommes », 1981, 459 p. – 32 p. de pl.  (ISBN 2-85956-237-0).
- Une histoire de la Garonne (Janine Garrisson et Marc Ferro, dir.), Paris, Éditions Ramsay, coll. « Des Fleuves et des hommes », 1982, 616 p. – 16 p. de pl.  (ISBN 2-85956-303-2).
- Dix leçons sur l'histoire du vingtième siècle, Paris, Vigot, coll. Essentiel, 1996.
- Les Sociétés malades du progrès, Paris, Plon, 1998, 219 p.  (ISBN 2-259-02093-3).
- Histoire de France, Paris, Odile Jacob, coll. « Histoire », 2001, 764 p.  (ISBN 2-7381-0927-6).
- Les Individus face aux crises du XXe siècle : l'histoire anonyme, Paris, Odile Jacob, coll. « Histoire », 2005, 430 p.  (ISBN 2738115683).
- Le Ressentiment dans l'histoire, Paris, Odile Jacob, coll. « Histoire », 2007, 430 p.  (ISBN 978-2-7381-1874-5) (BNF 41042535).
- Le XXe siècle expliqué à mon petit-fils, Paris, Seuil, 2007 ; traductions bulgare, espagnole, roumaine.
- Le Monde féodal (raconté en famille), Paris, Plon, 2008, 234 p.
- 11 novembre 1918 (avec Pauline Kerleroux), Paris, Perrin, 2008.
- Le Siècle de Louis XIII à Louis XIV (raconté en famille), Paris, Plon, 2008.
- Le Siècle de Luther et de Christophe Colomb (raconté en famille), Paris, Plon, 2008, 159 p.
- Ancien Régime (raconté en famille), Paris, Plon, 2008, 189 p.
- La Renaissance (raconté en famille), Paris, Plon, 2008.
- « Introduction », dans Les Guerres de mémoires dans le monde, Hermès, no 52, Paris, CNRS Éditions, 2008.
- « Le temps très long est le temps des sages », Nous autres méditerranéens, Paris, Revue des Deux Mondes, juin 2008.
- Le Mur de Berlin et la chute du communisme expliqués à ma petite-fille Soazig, Paris, Seuil, 2009, 128 p.  (ISBN 978-2-02-097780-7).
- Les Révolutions et Napoléon, Paris, Plon, coll. « Raconté en famille », 2010, 252 p.  (ISBN 978-2-259-20508-5).
- Le Retournement de l'histoire, Paris, Robert Laffont, 2010[47], 268 p.  (ISBN 978-2221113448).
- De Gaulle expliqué aujourd'hui, Paris, Seuil, coll. « Histoire », 2010.
- La Faucille et le Drapeau : Le XIXe siècle, Paris, Plon, coll. « Histoire », 2011.
- L'Entrée dans la vie, Paris, Tallandier, 2020[48]  (ISBN 979-1021038615).

### Mémoires
- Autobiographie intellectuelle, présenté par Gérard Jorland, Paris, Perrin, 2011[49], 298 p.
- Mes histoires parallèles (Entretiens avec Isabelle Veyrat-Masson), Paris, Carnets Nord, 29 avril 2011, 384 p.  (ISBN 978-2-35536-046-6).

### Audiovisuel
- La Grande Guerre, 1914-1918 (1964), Solange Peter et Marc Ferro[50],[51] ;
- Indochine 45-46. Un combat, une résistance inconnue (1965), auteur Marc Ferro (non crédité)[52] ;
- Chronique d'une paix manquée : la remilitarisation de la Rhénanie (1966), Francis Caillaud et Marc Ferro[53] ;
- L'année 1917 (1967), Marc Ferro. Réalisation Francis Caillaud et Jean-Roger Cadet[54] ;
- L'année 1918 (1968), Marc Ferro[55] ;
- Histoire contemporaine (1969-1972), Marc Ferro et Pierre Gauge. Quatre série de films muets d'une durée de 4 à 5 minutes[54] ;
- Lénine par Lénine (1970), Marc Ferro et Pierre Samson[56] ;
- Images de l'Histoire (1973-1977), Marc Ferro[57] ;
  - 1933. Comment l'Allemagne est devenue nazie (1974), Marc Ferro et Marie-Louise Derrien[58] ;
  - Du Ku Klux Klan aux Panthères noires (1974), Marc Ferro[59],[60] ;
  - De Marx à la révolution mondiale. Naissance, formes, devenir du processus révolutionnaire (1974), Marc Ferro[60] ;
  - Algérie 1954, la révolte d'un colonisé (1974), Marc Ferro et Marie-Louise Derrien[61],[60] ;
- Une histoire de la médecine (1978-1981), Marc Ferro et Jean-Paul Aron, série de 8 documentaires de 52 minutes réalisés avec Claude de Givray, Jean-Louis Fournier et Pierre Gauge, diffusée sur France 3 en 1981[62],[63] ;
- L'histoire commence à 20 heures. Marc Ferro et la question arménienne (1984-1985), Marc Ferro, Antenne 2, épisode pilote d'une série non réalisée[64] ;
- Le XXe siècle - Esquisses (1986), Marc Ferro et Pierre Gauge, CNRS, deux courts métrages d'une minute[65] ;
- Une minute d'histoire (1988), Marc Ferro et Pierre Gauge, RAI, série de 60 courts métrages d'une minute[66] ;
- Histoire parallèle (1989 à 2001) série de 630 émissions de 50 minutes comparant avec 50 années d'écart les actualités cinématographiques des belligérants de la Seconde Guerre mondiale.

## Cinéma
- HH, Hitler à Hollywood, de Frédéric Sojcher, 2011.

## Distinctions

### Décorations
- Chevalier de la Légion d'honneur en 2011[67].
- Officier de l'ordre national du Mérite en 1995[68].
- Officier de l'ordre des Palmes académiques.
- Chevalier de l'ordre des Arts et des Lettres.

D'après Pierre Assouline, Marc Ferro a refusé la décoration à l'ordre du Mérite de la République fédérale d'Allemagne en janvier 2008 en raison du fait que sa mère, d'origine juive et née le 4 avril 1897 à Novohrad-Volynsky, a été arrêtée à Paris puis déportée en juin 1943 et gazée à Auschwitz .

### Récompenses et distinctions
- 1975 : Prix de la ville de Paris du film d'histoire ;
- 1987 : Prix Clio pour la biographie de Pétain[70],[71] ;
- 1994 : Prix Europe, pour la série Histoire parallèle[71] ;
- 2007 : Prix de la Paix, pour l'ouvrage Le ressentiment dans l'histoire. Comprendre notre temps[71] ;
- 2011 : Prix Saint-Simon.

#### Docteur honoris causa
- Université de Moscou, 1998[72]
- Université Michel-de-Montaigne Bordeaux III, 2003[73]
- Université du Chili, 2006[72]

#### Hommages
Le nom de Marc Ferro a été donné à la médiathèque de Saint-Germain en Laye en août 2021.

### Note
1. ↑  Registre d'état civil de Paris (8e arrondissement) (1924).